# Patrick Neary
Patrick Michael Neary CSC (* 6. März 1963 in LaPorte, Indiana) ist ein US-amerikanischer Ordensgeistlicher und römisch-katholischer Bischof von Saint Cloud.

## Leben
Patrick Neary trat in Kongregation vom Heiligen Kreuz bei und studierte Geschichtswissenschaft an der University of Notre Dame. Anschließend studierte er an der Jesuit School of Theology in Kalifornien und schloss seine Studien mit dem Master of Divinity ab. Am 6. April 1991 spendete ihm der emeritierte Weihbischof in Portland in Oregon, Paul Edward Waldschmidt CSC, in der Herz-Jesu-Basilika auf dem Campus der University of Notre Dame das Sakrament der Priesterweihe.
Nach drei Jahren in der Pfarrseelsorge war er von 1994 bis 2000 Hochschulseelsorger an der University of Notre Dame. Anschließend war er bis 2004 Vizedirektor des Moreau Seminary in Notre Dame. Von 2003 bis 2010 gehörte er dem Provinzialrat seiner Gemeinschaft in Indiana an. In den Jahren 2010/2011 leitete er das Ausbildungshaus McCauley House of Formation seiner Gemeinschaft in Nairobi. Anschließend war er von 2011 bis 2018 Distriktoberer der Kongregation vom Heiligen Kreuz für Ostafrika. Ab 2018 war er Pfarrer der Pfarrei Holy Redeemer in Portland.
Am 15. Dezember 2022 ernannte ihn Papst Franziskus zum Bischof von Saint Cloud. Die Bischofsweihe spendete ihm der Erzbischof von Saint Paul and Minneapolis, Bernard Hebda, am 14. Februar des folgenden Jahres in der Kathedrale von Saint Cloud. Mitkonsekratoren waren der Bischof von Pensacola-Tallahassee, William Wack CSC, und Peter Leslie Smith, Weihbischof in Portland in Oregon.